# Shunsuke Kikuchi (Fußballspieler)
Shunsuke Kikuchi (japanisch 菊地 俊介 Kikuchi Shunsuke; * 4. Oktober 1991 in Ōmiya (heute Saitama), Saitama) ist ein ehemaliger japanischer Fußballspieler.

## Karriere
Kikuchi erlernte das Fußballspielen in der Schulmannschaft der Ina Gakuen Sogo High School und der Universitätsmannschaft der Nippon Sport Science University. Seinen ersten Vertrag unterschrieb er 2014 bei Shonan Bellmare. Der Verein spielte in der zweithöchsten Liga des Landes, der J2 League. 2014 wurde er mit dem Verein Meister der J2 League und stieg in die J1 League auf. Am Ende der Saison 2016 stieg der Verein in die J2 League ab. 2017 wurde er mit dem Verein Meister der J2 League und stieg wieder in die J1 League auf. 2018 gewann er mit dem Verein den J.League Cup. Für den Verein absolvierte er 133 Ligaspiele. 2020 wechselte er zum Zweitligisten Omiya Ardija. Hier stand er drei Spielzeiten unter Vertrag und absolvierte 66 Ligaspiele. Im Januar 2023 unterschrieb er einen Vertrag beim Drittligisten Ehime FC. Am Ende der Saison 2023 feierte er mit Ehime die Drittligameisterschaft und den Aufstieg in die zweite Liga. Nach der Saison 2024 beendete er seine Karriere als Fußballspieler.

## Erfolge
Shonan Bellmare
- Japanischer Ligapokalsieger: 2018

Ehime FC
- Japanischer Drittligameister: 2023  ▲